# 181号美国国道
181号美国国道（英語：U.S. Route 181）是一条南北走向的美國國道，全部位于该国的德克萨斯州，起讫点都位于37号州际公路，相当于形成了37号州际公路东侧的并行线。起点位于德克萨斯州科珀斯克里斯蒂，终点位于得克萨斯州南部的圣安东尼奥，总长度220公里。